# West Norriton Township (comté de Montgomery, Pennsylvanie)
Pour les articles homonymes, voir West Norriton Township.
West Norriton Township est un township du comté de Montgomery, en Pennsylvanie, aux États-Unis.